# Obsjtina Vărbitsa
Obsjtina Vărbitsa (bulgariska: Община Върбица) är en kommun i Bulgarien.   Den ligger i regionen Sjumen, i den östra delen av landet, 280 km öster om huvudstaden Sofia.
Obsjtina Vărbitsa delas in i:
- Bozjurovo
- Bjala reka
- Ivanovo
- Lovets
- Malomir
- Mengisjevo
- Nova bjala reka
- Stanjantsi
- Tusjovitsa
- Tjernookovo
- Krajgortsi
- Konevo
- Susjina

Följande samhällen finns i Obsjtina Vărbitsa:
- Vărbitsa